# M/S Gripsholm (1925)
M/S Gripsholm var ett passagerarfartyg, byggt av Armstrong, Whitworth & Co, Ltd i Newcastle, England. Hon levererades den 27 november 1925 till Svenska Amerika Linien i Göteborg som rederiets första nybygge.

## Fartyget
M/S Gripsholm var Sveriges och världens första dieseldrivna passagerarfartyg i atlanttrafik, med två 6-cylindriga B&W (Burmeister & Wain) dieslar på 13 500 hk. Hon tog 1 643 passagerare och hade 301 mans besättning. Jungfruresan påbörjades den 21 november 1925. Hon var inte bara svenska handelsflottans största fartyg, utan även internationellt ett av de modernaste fartygen på Atlanten. Att döma av samtida kommentarer var detta fartyg en unik händelse i svensk sjöfartshistoria. Teknisk Tidskrift redogjorde noggrant och entusiastiskt för alla finesser, från skrov till maskineri och gav äran för det förstklassigt utförda projektet åt Svenska Amerika Liniens chef, Filip Lindahl.

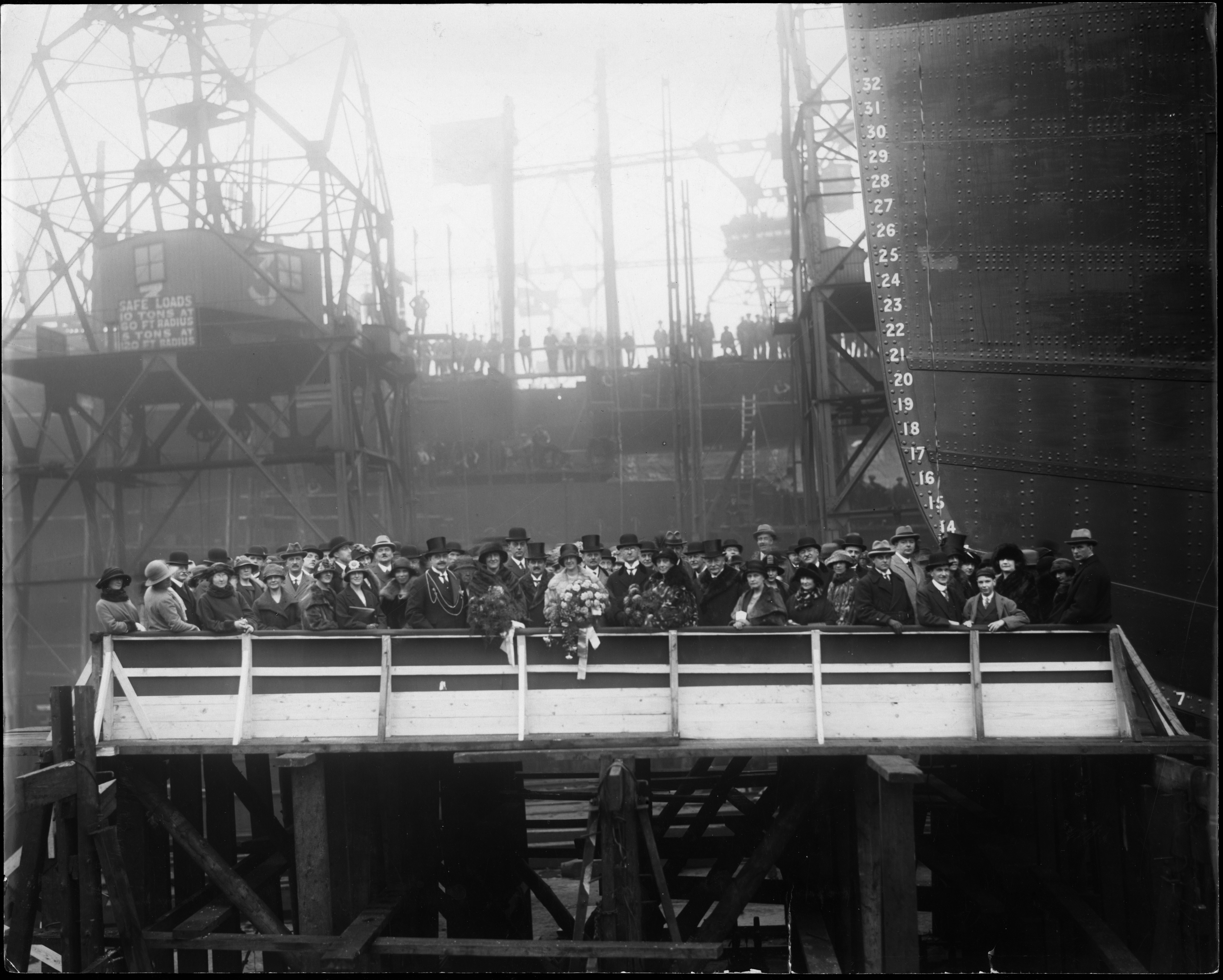
Foto från Gripsholms stapelavlöpning vid varvet i Newcastle
Sidovy över fartyget
Generalarrangemang för Gripsholms övre däck
Gripsholm vid Stigbergskajen i Göteborg.

## Inredningen
Inredningen av M/S Gripsholm gjordes av en engelsk arkitekt, A. Durand, som hade kontor i Westminster i centrala London. I tidskriften Byggmästaren gjorde arkitekt Eskil Sundahl en kritisk analys och tyckte att M/S Gripsholms inredning var ett beklagligt exempel på tom hotellgrannlåt i engelsk 1500- och 1600-talsstil. Tydligen skämdes det svenska formetablissementet över att rederiet valt att inreda den nya och tekniskt så moderna amerikabåten i "barock, rokoko och gustaviansk stil". När systerfartyget M/S Kungsholm tre år senare sjösattes fick det istället en mycket uppskattad interiör i art déco.

Hytt för första klass passagerare
Gym för första klass passagerare
Röksalong för andra klass passagerare
Matsal för andra klass passagerare
Sällskapsrum för tredje klass passagerare

## Fortsatta öden
År 1939 chartrade internationella Röda korset fartygen Gripsholm och Drottningholm för 
utbyte av sårade och krigsfångar. Fram till krigsslutet hade hon transporterat 27 712 personer. År 1946 lämnades hon tillbaka till Svenska Amerika Linien. Mellan 1949 och 1950 byggdes hon om och moderniserades på varvet Howaldtswerke i Kiel, bland annat fick hon nya skorstenar, ny för och passagerarantalet reducerades till 976 personer. År 1954 såldes hon till rederiet Norddeutscher Lloyd och blev omdöpt till Berlin. Berlin var den första tyska atlantseglaren efter andra världskriget, hon gick på routen mellan Bremerhaven och New York. Till 1966 var hon i tjänst för Norddeutscher Lloyd, sedan ansågs hon för omodern. Sista resan som MS Berlin gick i våren 1966 från Bremerhaven till New York, från New York till Bermudaöarna, tillbaka till New York och hem till Bremerhaven. Nära Bermudas hamn St. George skedde en lätt grundstötning pga felnavigering. På resan hem längs Irland bröt eld ut i besättningskvarteret men kunde släckas. Reparationen ansågs för dyr. I november 1966 såldes hon till en skrotfirma i Italien för upphuggning. Samma år sjösattes Svenska Amerika Liniens sista nybygge M/S Kungsholm.